# Château de Jouancy
Le château de Jouancy est un château situé à Jouancy, en France.

## Localisation
Le château est situé dans le département français de l'Yonne, sur la commune de Jouancy.

## Historique
L'édifice est classé au titre des monuments historiques en 1967.